# Охаси, Юки
Юки Охаси (яп. 大橋 祐紀 Охаси Ю:ки, род. 27 июля 1996, Мацудо, Тиба, Япония) — японский футболист, нападающий английского клуба «Блэкберн Роверс» и сборной Японии.

## Клубная карьера

### Ранние годы
Юки Охаси учился играть в футбол в «Токивадайра СК» и «Кашива Иглс», а также Академии ДЖЕФ Юнайтед Итихара Тиба. После окончания средней школы в Ятиё, где он выступал за школьную команду «Ятиё Хай Скул», Охаси поступил в Университет Тюо.
На 4-м курсе он набрал рекордные для сезона 2 очка в Университетской футбольной лиге Канто, забив 21 гол, помогая команде победить и вернуться в Первый дивизион.

### Сёнан Бельмаре
С июня 2018 года по январь 2019 года Университет Тюо отправил Охаси в арену в профессиональный футбольный клуб «Сёнан Бельмаре», выступающий в Джей Лиги. Свой первый гол за команду из города Хирацука в префектуре Канагава Охаси забил в ворота «Саган Тосу» и помог клубу победить со счётом 2:0. Здесь же нападающий впервые стал обладателем Кубка Джей-лиги, обыграв в финале «Иокогама Ф. Маринос» со счётом 1:0.
После окончания аренды Юки Охаси стал полноценным игроком «Сёнан Бельмаре».
Его первый хет-трик состоялся в 2023 году в день открытия Джей Лиги, Охаси трижды поразил ворота «Саган Тосу». Это оказался первый хет-трик в матче открытия сезона со времён Ацуси Янагисавы и Кадзуки Ганаха в 2006 году. Кроме того, первый хет-трик «Сёнан Бельмаре» за 25 лет, последним игроком клуба, забивавшим три мяча за матч был Вагнер Лопес

### Санфречче Хиросима
Юки Охаси перешёл в «Санфречче Хиросима» в январе 2024 года. В первой же игре против «Урава Ред Даймондс» отметился двумя голами и стал третьим игроком в истории Джей Лиги после Мазиньо Оливейра и Уэслей, и первым японским игроком, забившим несколько голов во втором подряд матче открытия сезона.
Он покинул команду 7 мая, чтобы подготовиться к переезду за границу.

### Блэкберн Роверс
31 июля 2024 года Охаси впервые переехал за границу, присоединившись к клубу Чемпионшипа «Блэкберн Роверс» за неназванную сумму и подписав контракт на три года. Он забил гол в своем дебютном матче, в котором «Блэкберн Роверс» обыграл «Дерби Каунти» со счетом 4:2. В своём первом сезоне 2024/25 в Англии Юки Охаcи стал лучшим бомбардиром клуба, отметившись девятью голами в Чемпионшипе, и десятью во всех турнирах.

## Карьера в сборной
Охаси дебютировал в сборной Японии 15 ноября 2024 года в матче отборочного турнира Чемпионата мира против сборной Индонезии на стадионе «Гелора Бунг Карно». Он заменил Коки Огаву на 80-й минуте, когда Япония выиграла со счётом 4:0. 5 июня 2025 года он впервые сыграл за «Синих самураев» в стартовом составе, провел на поле 70 минут, но его команда уступила сборной Австралии со счетом 1:0 в концовке встречи.

## Статистика выступлений
| Клуб               | Сезон        | Лига         | Лига | Лига | Национальный Кубок | Национальный Кубок | Кубок Лиги | Кубок Лиги | Международные | Международные | Прочие | Прочие | Итого | Итого |
| Клуб               | Сезон        | Дивизион     | Игры | Голы | Игры               | Голы               | Игры       | Голы       | Игры          | Голы          | Игры   | Голы   | Игры  | Голы  |
| ------------------ | ------------ | ------------ | ---- | ---- | ------------------ | ------------------ | ---------- | ---------- | ------------- | ------------- | ------ | ------ | ----- | ----- |
| Сёнан Бельмаре     | 2018         | Джей-лига    | 1    | 0    | 0                  | 0                  | 0          | 0          | 0             | 0             | 0      | 0      | 1     | 0     |
| Сёнан Бельмаре     | 2019         | Джей-лига    | 5    | 1    | 0                  | 0                  | 4          | 0          | 0             | 0             | 0      | 0      | 9     | 1     |
| Сёнан Бельмаре     | 2020         | Джей-лига    | 7    | 0    | 0                  | 0                  | 2          | 0          | —             | —             | —      | —      | 9     | 0     |
| Сёнан Бельмаре     | 2021         | Джей-лига    | 31   | 4    | 2                  | 0                  | 3          | 0          | —             | —             | —      | —      | 36    | 4     |
| Сёнан Бельмаре     | 2022         | Джей-лига    | 23   | 2    | 1                  | 0                  | 7          | 1          | 0             | 0             | —      | —      | 31    | 3     |
| Сёнан Бельмаре     | 2023         | Джей-лига    | 23   | 13   | 2                  | 1                  | 1          | 2          | 0             | 0             | —      | —      | 26    | 16    |
| Сёнан Бельмаре     | Total        | Total        | 90   | 20   | 5                  | 1                  | 17         | 3          | 0             | 0             | 0      | 0      | 112   | 24    |
| Санфречче Хиросима | 2024         | Джей-лига    | 22   | 11   | 1                  | 1                  | 4          | 4          | 0             | 0             | —      | —      | 27    | 16    |
| Блэкберн Роверс    | 2024/25      | Чемпионшип   | 36   | 9    | 0                  | 0                  | 2          | 1          | —             | —             | —      | —      | 38    | 10    |
| Career total       | Career total | Career total | 148  | 40   | 6                  | 2                  | 23         | 8          | 0             | 0             | 0      | 0      | 177   | 50    |

## Достижения
«Сёнан Бельмаре»
- Обладатель Кубка Джей Лиги: 2018